# Empowerment (zarządzanie)
Empowerment (upełnomocnianie lub przydawanie władzy) – proces angażowania pracowników w podejmowanie decyzji dotyczących organizacji i umożliwienie im brania odpowiedzialności za swoje działania, co przekłada się na świadomość kosztów, poczucie przynależności, wzrost wydajności oraz poprawę relacji w zespole dzięki poczuciu, że pracownicy posiadają realną władzę decyzyjną.

## Opis
Empowerment jest jedną z koncepcji zarządzania zasobami ludzkimi, prowadzącą do wzmocnienia i usamodzielnienia pracowników. Jej początków upatruje się w opublikowanych w latach 20. XX wieku pracach Mary Parker Follett. W latach 90. XX wieku koncepcję tę spopularyzowała w zarządzaniu Rosabeth Moss Kanter.
Empowerment jest podstawą przywództwa personalistycznego i przywództwa służebnego (servant leadership). Jak stwierdza Ken Blanchard, kluczem do przywództwa służebnego jest właśnie empowerment. W jego ujęciu upełnomocnianie to proces wyzwalania władzy drzemiącej w pracownikach: ich wiedzy, doświadczenia i motywacji oraz ukierunkowanie tej siły na osiąganie wyników. Jacek Otto, analizując upełnomocnianie w kontekście marketingu relacji zauważa, że pracownik, kierując się własną rozwagą i roztropnością, może przekraczać zwyczajowe wymogi wchodzące w zakres jego obowiązków po to, by w sposób możliwie doskonały zaspokajać potrzeby klienta. Dla Marii Czajkowskiej oznacza ono zarówno uprawnianie kogoś do robienia czegoś, jak i pomaganie ludziom, by rozwijali wiarę w siebie i przezwyciężali poczucie bezradności. 
Uważa się, że w empowerment są ważne następujące czynniki (główne „wymiary” upełnomocniania):
- self-efficacy, tj. poczucie posiadania zdolności i kompetencji,
- self-determination, tj. poczucie posiadania możliwości decydowania o sobie,
- personal consequence, tj. wiara w możliwość wywierania wpływu,
- meaning, tj. poczucie, że to, co się robi jest wartościowe,
- trust, tj. poczucie bezpieczeństwa.

Na kategoriach empowerment, przywództwa personalistycznego, przywództwa służebnego i „wczucia” opiera się fenomenologia zarządzania.